# Liste des évêques de Reno
La liste des évêques de Reno recense les noms des évêques qui se sont succédé sur le siège épiscopal de Reno dans le Nevada, aux États-Unis depuis la création du diocèse, le 27 mars 1931, par détachement de ceux de Salt Lake City et de Sacramento (en). Il change de dénomination une première fois le 13 octobre 1976 pour devenir le diocèse de Reno-Las Vegas, puis de nouveau à l'occasion d'une scission le 21 mars 1995 pour redevenir le diocèse de Reno (en) (Dioecesis Renensis).

## Évêques
- 24 avril 1931-8 février 1952 : Thomas Gorman (Thomas Kiely Gorman)
- 19 mai 1952-9 décembre 1966 : Robert Dwyer (Robert Joseph Dwyer)
- 11 mars 1967-6 décembre 1974 : Michaël Green (Michaël Joseph Green)
- 6 décembre 1974-10 février 1976 : siège vacant
- 10 février 1976-29 décembre 1986 : Norman McFarland (Norman Francis McFarland), évêque de Reno, puis de Reno-Las Vegas (13 octobre 1976).
- 9 juin 1987-21 mars 1995 : Daniel Walsh (Daniel Francis Walsh), évêque de Reno-Las Vegas.
- 21 mars 1995-21 juin 2005 : Phillip Straling (Phillip Francis Straling)
- depuis le 23 décembre 2005 : Randolph Calvo (Randolph Roque Calvo)

## Sources
- (en) Fiche du diocèse sur catholic-hierarchy.org